# Марица (автомагистраль)
Автомагистраль A4 «Марица» (болг. Автомагистрала A4 „Марица“) — болгарская автомагистраль, часть Панъевропейского коридора IV, начинающаяся в городе Чирпан и заканчивающаяся в селе Капитан-Андреево у турецкой границы. Соединяется с магистралью A1 «Фракия» в самом начале. Дорогу планировалось ввести в эксплуатацию в 2013 году, но по причине ряда задержек ввод состоялся только в октябре 2015 года. Получила название в честь одноимённой реки.

## Строительство
В октябре 2010 года состоялось открытие первого участка автомагистрали между городами Харманли и Любимец, а также нового путевого узла около Свиленграда в местечке Капитан-Петко-Войвода, что ускорило сообщение между Болгарией и Грецией. Во время строительства были найдены артефакты эпохи неолита (возраст примерно 6 тыс. лет) у Хасково. Проезд у деревни Капитан-Андреево был открыт в августе 2014 года, а 28 мая 2015 завершилось строительство участка Хасково — Харманли, шедшее с июля 2011 года. 7 июня состоялось открытие второй линии у Свиленграда (первая была построена уже в 1980-е). Открытие последнего участка Чирпан — Хасково и введение его в эксплуатацию прошло 29 октября 2015.

## Финансирование
Финансирование строительства участка Чирпан — Хасково — Харманли осуществлялось на средства Структурных фондов ЕС, а небольшого участка у турецкой границы — на средства Международного банка реконструкции и развития. Маршрут параллелен уже существующей трассе I-8, по которой совершается большая часть грузоперевозок из Турции и стран Ближнего Востока, и может в принципе снизить нагрузку на I-8.

## Участки
| Выход | Км   | Пункты назначения                                         | Состояние       |
| ----- | ---- | --------------------------------------------------------- | --------------- |
|       | 0    | София, Пловдив, Стара-Загора, Ямбол, Бургас               | Эксплуатируется |
|       | 36,6 | Хасково, Димитровград E 85                                | Эксплуатируется |
|       | 66   | Симеоновград, Харманли                                    | Эксплуатируется |
|       | 70,3 | Тополовград, Харманли                                     | Эксплуатируется |
|       | 88   | Любимец                                                   | Эксплуатируется |
|       | 99   | Свиленград-запад                                          | Эксплуатируется |
|       | 102  | Свиленград                                                | Эксплуатируется |
|       | 114  | Капитан-Андреево                                          | Эксплуатируется |
|       | 117  | Пограничный пункт Капитан Андреево; Эдирне D100 , Стамбул | Эксплуатируется |